# Octavio Paz y su círculo intelectual
Octavio Paz y su círculo intelectual fue escrito por el ensayista e investigador Jaime Perales Contreras y publicado originalmente en el 2013.  El libro es una de las primeras biografías intelectuales completas sobre la vida y obra del poeta y premio Nobel de literatura mexicano Octavio Paz y, además, es un ambicioso estudio sobre la vida cultural y política en América Latina de fines del siglo XX. 
Fue finalista del XX Premio Comillas de biografía e historia en Barcelona, España, y combina la biografía, el ensayo literario, la crítica política y de artes visuales
El libro de Perales Contreras se apoya en una  nutrida cantidad de información epistolar de Paz con sus amigos y familiares. Es también la primera ocasión en que se citan en libro las cartas de la madre de Paz, doña Josefina Lozano (Pepita). 
En Octavio Paz y su círculo intelectual se incluyen no sólo la biografía de Paz sino información inédita de muchos de sus amigos y colaboradores de sus legendarias revistas Plural (1971-1976) y Vuelta (1976-1998), a quienes conoció como Carlos Fuentes, Mario Vargas Llosa, Jorge Luis Borges, Severo Sarduy, Julio Cortázar, Milan Kundera, Marcel Duchamp, Luis Buñuel, Adolfo Bioy Casares, Pablo Picasso, Rufino Tamayo, Guillermo Cabrera Infante, Reinaldo Arenas, Enrique Krauze y  Gabriel Zaid, entre muchos otros.  
Se le ha calificado por ello también de biografía de naturaleza "coral o grupal".
Se incluye, además, información importante sobre la primera esposa de Paz, la novelista Elena Garro y su hija Helena Paz Garro. 
Octavio Paz y su círculo intelectual se reeditó en el 2015 por el Consejo Nacional para la Cultura y las Artes (Conaculta) como libro electrónico, con motivo del centenario de Paz, en el 2014.
La biografía de Perales Contreras ha sido calificada por Mario Vargas Llosa como un "libro de obligada consulta".

## Estructura del libro
Consta de tres capítulos y dos apéndices.
Agradecimientos.
La perfección que absorbe.
- I. Los años de inicio

Fundadores de revistas literarias
El círculo de la revista Contemporáneos
Barandal
Octavio y Elena
Taller
El Hijo Pródigo
Octavio Paz y Pablo Neruda: choque de titanes literarios
Empleado diplomático
1968
El Caso Padilla y el círculo de la revista Libre
Cahiers de l'Herne
- II. Plural: símbolo de una época

Plural y la política
Política económica
El análisis de la política internacional
América Latina
La visión cultural de una revista
El surrealismo
Los modernos
El aforismo como género
Los traductores de Plural
La ausencia de crítica en Hispanoamérica
La cultura oriental
España
La mayoría de edad en las letras latinoamericanas
La censura
Las artes plásticas
El surrealismo en las artes visuales
Homenajes estéticos
Exposición Plural
Nuevos caminos en el arte
El cierre de Plural
- III. Octavio Paz y el círculo de la revista Vuelta

Vuelta y Vuelta
Ya salió Vuelta ¿Qué te pareció?
Breve paréntesis de las tareas de Hércules
Cobrador cultural
Nuevamente Excélsior
La universidad, los partidos y los intelectuales
Un grabado sobre la naturaleza del Estado mexicano
Los nuevos filósofos visitan México
Milan Kundera
Julio Cortázar
Mario Vargas Llosa y Juan García Ponce: la disputa por Bataille
Sor Juana Inés de la Cruz c'est moi
Jorge Ibargüengoitia
El agente literario de Octavio Paz
Quinto aniversario
Debate de intensidades
Gabriel Zaid
Más allá de las fechas, más acá de los nombres
Los Paz y las Garro
Centroamérica
Cuba
Reinaldo Arenas
La democracia con todas sus imperfecciones
Por una democracia sin adjetivos
Hora cumplida
La explosión del Vesubio
Diez años
Los precursores de la crítica literaria moderna
La defensa de la poesía
La narrativa
Carlos Fuentes
Gabriel García Márquez
Concurso: el futuro de la democracia en México
Escuela de escritores
Artes plásticas
El Museo Rufino Tamayo
El surrealismo, nuevamente
El cine
Exposición: Los privilegios de la vista
Política internacional
La experiencia de la libertad
Consejo de colaboración
Nuevas crisis
Premios y más premios
Nexos y el Coloquio de invierno
México: Los usos del pasado
Paz y el subcomandante Marcos
Estimar al adversario
Vuelta al aire, La voz que nos reúne y Fundación Paz
Mi casa fueron mis palabras, mi tumba el aire
Letras Libres
- Apéndice I. No todos los hombres son iguales

Entrevista con Octavio Paz
- Apéndice II. Las revistas intelectuales: símbolos de una época

Entrevista con Mario Vargas Llosa
Fuentes consultadas

## Datos biográficos del autor
Perales Contreras nació en la Ciudad de México y es doctor en literatura y estudios culturales en la Universidad de Georgetown en Washington D. C. y maestro en relaciones internacionales por   la misma universidad. Se licenció en el Instituto Tecnológico Autónomo de México (ITAM) en ciencias políticas y sociales.
Trabajó por más de una década en la Organización de los Estados Americanos (OEA), en la sede en Washington D. C., en las áreas de democracia y seguridad humanitaria.
Entre las diferentes distinciones académicas, ha recibido la beca Fulbright, la del Consejo Británico y del Consejo Nacional de Ciencia y Tecnología (Conacyt).
Ha impartido clases y conferencias en la Universidad de Georgetown y en el Foreign Service Institute, la escuela para diplomáticos estadounidenses (ambas instituciones situadas en Washington D. C.) y en el ITAM.
Ha escrito más de un centenar de artículos, notas, ensayos y entrevistas sobre temas de cultura y literatura contemporánea en distintas publicaciones en español, inglés y portugués.